# Oedicerotidae
De Oedicerotidae zijn een familie uit de suborde Gammaridea van de orde Amphipoda (vlokreeftjes). Deze familie werd voor het eerst door Vilhelm Liljeborg (1816-1908) in 1865 beschreven.

## Kenmerken
Tot de Oedicerotidae behoren zijdelings afgeplatte tot subcilindrische vlokreeftjes. De kop is niet vergroeid met het eerste segment van het pereon. Ze zijn vaak in het bezit van een uitgesproken rostrum en de ogen zijn veelal tot een groot samengesteld oog versmolten, bovenaan de kop.
De gnathopoden zijn eenvoudig of subchelaat. Het telson is volledig.

## Ecologie
De Oedicerotidae is een kosmopoliete familie die voorkomt in zee en in estuaria.
Het zijn benthische soorten die door de oppervlaktelaag van het sediment graven op zoek naar voedsel. De monddelen en de gnathopoden worden enkel tijdens het foerageren gebruikt. Ze eten meestal los detritus dat ze zeven uit de slib-water interface of dat ze vergaren met de maxillipeden nadat het met de gnathopoden werd gegrepen. Sommige soorten eten ook algen, harpacticoiden (Copepoda) en diatomeeën.

## Soorten
Er zijn 45 genera beschreven met ongeveer 171 soorten.

Genera:
- Aborolobatea
- Acanthostepheia
- Aceroides
- Americhelidium
- Ameroculodes
- Anoediceros
- Arrhinopsis
- Arrhis
- Bathymedon
- Carolobatea
- Caviphaxus
- Chitonomandibulum
- Cornudilla
- Deflexilodes
- Eochelidium
- Finoculodes
- Gulbarentsia
- Halicreion
- Halimedon
- Hartmanodes
- Hongkongvena
- Kroyera
- Limnoculodes
- Lopiceros
- Machaironyx
- Monoculodes
- Monoculodopsis
- Monoculopsis
- Oedicerina
- Oediceroides
- Oediceropsis
- Oediceros
- Pacifoculodes
- Paramonoculopsis
- Paraperioculodes
- Parexoediceros
- Paroediceroides
- Paroediceros
- Perioculodes
- Perioculopsis
- Pontocrates
- Rostroculodes
- Sinoediceros
- Synchelidium
- Westwoodilla

## Referentie
- Holtmann, S.E., Groenewold, A., Schrader, K.H.M., Asjes, J., Craeymeersch, J.A., Duineveld, G.C.A., van Bostelen, A.J. & van der Meer, J., (1996). Atlas of the zoobenthos of the Dutch continental shelf. Ministry of Transport, Public Works and Water Management: Rijswijk, The Netherlands. ISBN 90-369-4301-9. 243 pp.
- Degraer S., Wittoeck J., Appeltans W., Cooreman K., Deprez T., Hillewaert H., Hostens K., Mees J., Vanden Berghe en Vincx M., (2006), The Macrobenthos Atlas of the Belgian Part of the North Sea. Belgian Science Policy. D/2005/1191/3. ISBN 90-810081-6-1. 164 pp.